# Amydria effrentella
Amydria effrentella är en fjärilsart som beskrevs av James Brackenridge Clemens 1859. Amydria effrentella ingår i släktet Amydria och familjen Acrolophidae. Inga underarter finns listade i Catalogue of Life.